# Leopold IV av Anhalt-Dessau
Leopold IV av Anhalt-Dessau, född 1 oktober 1794, död 22 maj 1871, var en tysk furste som var regerande hertig av Anhalt-Dessau från 1863 till 1871.

## Biografi
Leopold IV var son till arvprins Fredrik av Anhalt-Dessau och sonson till Leopold III av Anhalt-Dessau.
Leopold, som tillhörde fursteätten Askanien, blev vid farfaderns död 1817 hertig av Anhalt-Dessau och ärvde 1847 Anhalt-Köthen samt 1863 Anhalt-Bernburg. I striden 1866 slöt han sig till Preussen och ingick därefter i Nordtyska förbundet.
Han gifte sig den 18 april 1818 med Fredrika av Preussen (1796–1850), dotter till prins Fredrik Ludvig Karl av Preussen (1773–1796) och Fredrika av Mecklenburg-Strelitz (1778–1841).

## Barn
- Augusta (1819–1822)
- Agnes av Anhalt-Dessau (1824–1897), gift med Ernst I av Sachsen-Altenburg
- Fredrik I av Anhalt (1831–1904)
- Maria Anna av Anhalt-Dessau (1837–1906), gift med Fredrik Karl av Preussen